# Pituizytom
Das Pituizytom ist ein seltener, gutartiger (WHO Grad I), von der Hypophyse ausgehender Hirntumor, der meist im Erwachsenenalter auftritt.
Der Tumor entsteht aus den nur in der Neurohypophyse vorkommenden, auf Transport, Speicherung und Freigabe der Hormone Antidiuretisches Hormon und Oxytocin spezialisierten, Pituizyten genannten Gliazellen.

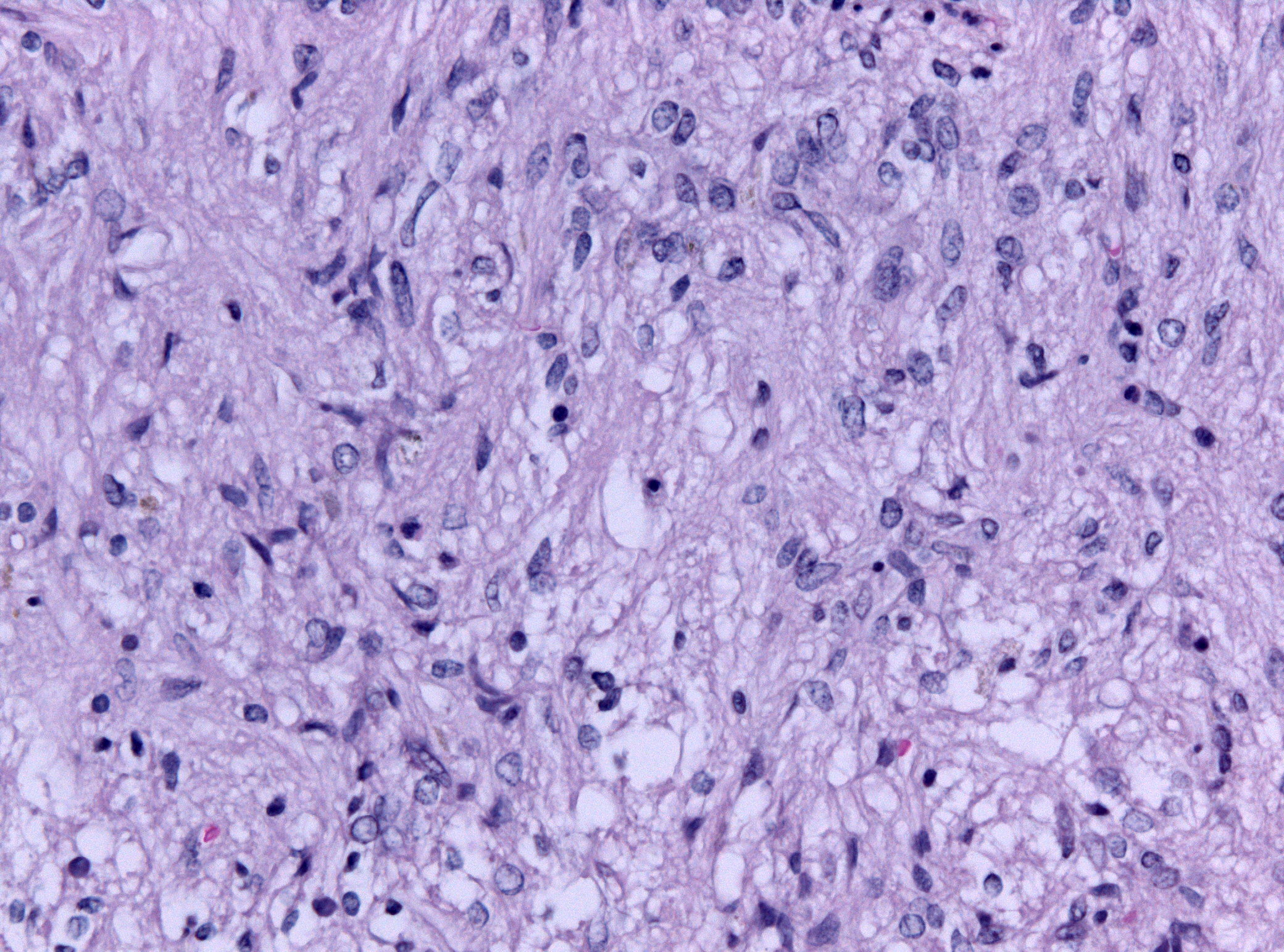
Biopsie-Präparat eines Pituizytoms der hinteren Hirnanhangsdrüse (Hämatoxylin-Eosin-Färbung, 200-fache Vergrößerung)

Vor 2016 wurde der Begriff „Pituizytom“ breiter gefasst und schloss Granularzelltumor in der Hypophyse und Pilozytische Astrozytome der Neurohypophyse mit ein.

## Pathologie
Die Tumoren sind gut abgegrenzt, eher weich bis mittelfest und haben eine graue bis gelbe gleichmäßige oder körnige Oberfläche. Nekrosen und Zystenbildungen sind selten. Histologisch bestehen sie aus Spindelzellen und Sternzellen (Stellate cells) und sind gut durchblutet.

## Verbreitung
Die Häufigkeit wird mit unter 0,4 % aller Tumoren der Hyophysenregion angegeben.
Meist treten Pituizytome zwischen dem 4. und dem 6. Lebensjahrzehnt auf, das männliche Geschlecht ist etwas häufiger betroffen.

## Klinische Erscheinungen
Klinische Kriterien sind:
- Lokalisation intrasellär (in der Hypophysengrube) oder suprasellär
- typische Hinweise sind Sehstörungen, Kopfschmerz und Hypophyseninsuffizienz

## Diagnose
Die Diagnose stützt sich auf Bildgebung durch Magnetresonanztomographie oder Computertomographie und wird durch Biopsie gesichert.

## Differentialdiagnostik
Abzugrenzen sind:
- Granularzelltumor der Hypophysenregion
- Pilozytisches Astrozytom der Neurohypophyse
- Kraniopharyngeom
- Hypophysenadenom (Makroadenom)
- Meningeom
- Metastase und Tumorinfiltration der Hypophyse bei lymphozytischer Hypophysitis oder Neurosarkoidose
- Optikusgliom der Sehbahn

## Therapie
Die Behandlung besteht in – soweit möglich – vollständiger Resektion. Solange keine raumfordernde Wirkung besteht, kann abgewartet und beobachtet werden, da der Tumor gutartig ist und nur langsam wächst. Aufgrund der ungünstigen anatomischen Lage kann es zu Rezidiven kommen. Die Prognose gilt als gut.